# Blotiella pubescens
Blotiella pubescens là một loài dương xỉ trong họ Dennstaedtiaceae. Loài này được R.M. Tryon mô tả khoa học đầu tiên.